# Eosentomon adakense
Eosentomon adakense är en urinsektsart som beskrevs av Bernard 1985. Eosentomon adakense ingår i släktet Eosentomon och familjen trakétrevfotingar. Inga underarter finns listade i Catalogue of Life.